# Sarule
Sarule (en sard, Sarule) és un municipi italià, dins de la província de Nuoro. El febrer del 2021 tenia 1.634 habitants. Es troba a la regió de Barbagia di Ollolai. Limita amb els municipis de Mamoiada, Ollolai, Olzai, Orani i Ottana.

## Administració
| Període | Identitat    | Partit        |
| ------- | ------------ | ------------- |
| 2005-   | Antonio Gaia | Llista cívica |